# Ocyptamus adspersus
Ocyptamus adspersus är en tvåvingeart som först beskrevs av Fabricius 1805.  Ocyptamus adspersus ingår i släktet Ocyptamus och familjen blomflugor. Inga underarter finns listade i Catalogue of Life.